# Landhaus Höck

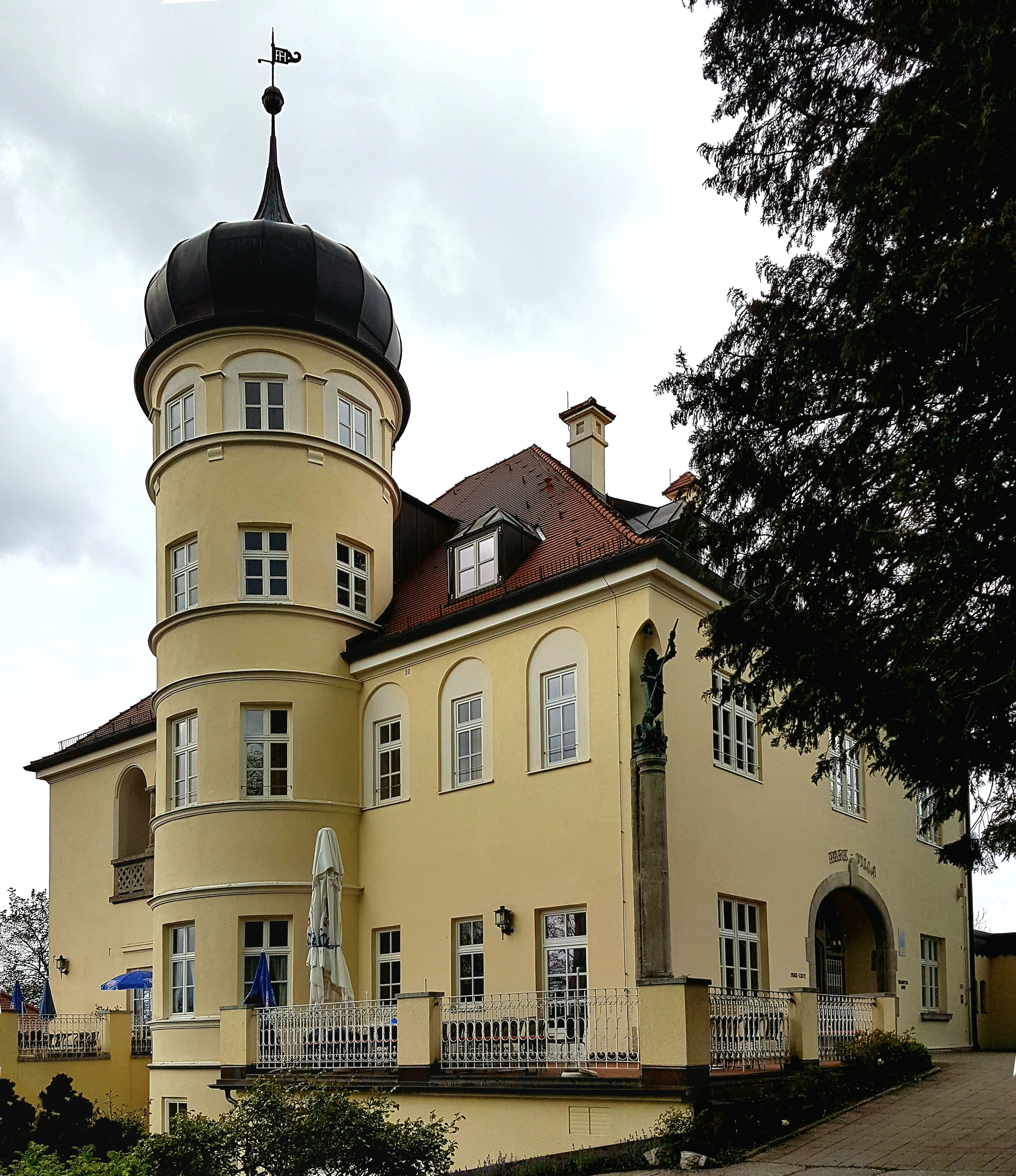
Landhaus Höck in Bad Heilbrunn

Das Landhaus Höck in Bad Heilbrunn, einer Gemeinde im oberbayerischen Landkreis Bad Tölz-Wolfratshausen, wurde 1913/14 nach Plänen von Gabriel von Seidl errichtet. Die Villa an der Badstraße 1 ist ein geschütztes Baudenkmal.
Der zweigeschossige putzgegliederte Walmdachbau in historisierenden Formen mit Zwiebelturm und Loggien ist der bedeutendste Villenbau in der Gemeinde. Er hat einen repräsentativen Eingang mit einer breiten, korbbogigen Öffnung im Osten und einen Rundturm vor der Südfront mit Zwiebelhaube.  
An der Südostecke steht die Figur des heiligen Georg auf einer hohen Säule.